# غينارو ديلفيكيو
غينارو ديلفيكيو (بالإيطالية: Gennaro Delvecchio)‏ (مواليد 25 مارس 1978 في بارليتا - إيطاليا) لاعب كرة قدم إيطالي يلعب حاليا لصالح نادي الدرجة الأولى كاتانيا الإيطالي منذ 2009 في مركز الوسط المهاجم كما يجيد اللعب في مركز الجناح الأيمن .

## روابط خارجية
- غينارو ديلفيكيو على موقع قاعدة بيانات كرة القدم.إي يو (الإنجليزية)
- غينارو ديلفيكيو على موقع ليكيب (الفرنسية)
- غينارو ديلفيكيو على موقع ناشيونال فوتبول تيمز (الإنجليزية)
- غينارو ديلفيكيو على موقع Soccerway.com (الإنجليزية)
- غينارو ديلفيكيو على موقع عالم كرة القدم.نت (الإنجليزية)
- غينارو ديلفيكيو على موقع كووورة
- غينارو ديلفيكيو على موقع GSA (الإنجليزية)